# Funzione G di Barnes
In matematica, la funzione G di Barnes è una funzione speciale intera che costituisce una estensione a un dominio complesso della successione dei  superfattoriali ed è collegata alla funzione Gamma e alla funzione K. Il suo nome ricorda il matematico inglese Ernest William Barnes (1874-1953) e solitamente viene denotata con {\displaystyle G(z)}.

## Definizione
Una possibile definizione della funzione {\displaystyle G} di Barnes si serve del prodotto di Weierstrass:
{\displaystyle G(z+1):=(2\pi )^{\frac {z}{2}}e^{-{\frac {1}{2}}[z(z+1)+\gamma z^{2}]}\prod _{n=1}^{\infty }\left[\left(1+{\frac {z}{n}}\right)^{n}e^{-z+{\frac {z^{2}}{2n}}}\right]}
dove {\displaystyle \gamma } denota la costante di Eulero-Mascheroni. 

## Equazione funzionale e conseguenti valori speciali
La {\displaystyle G(z)} soddisfa l'equazione funzionale
{\displaystyle G(z+1)=\Gamma (z)G(z)}
combinata con la condizione di normalizzazione {\displaystyle G(1)=1}. Questa equazione implica che la {\displaystyle G} per argomenti interi assuma i seguenti valori:
{\displaystyle G(n)={\begin{cases}0&{\text{se }}n=0,-1,-2,\dots \\\prod _{k=0}^{n-2}k!&{\text{se }}n=1,2,\dots \end{cases}}}
e di conseguenza sia esprimibile come
{\displaystyle G(n)={\frac {[\Gamma (n)]^{n-1}}{K(n)}},}
qui, insieme alla funzione Gamma, compare la funzione K, per la quale si ha:
{\displaystyle K(n)=1^{1}\cdot 2^{2}\cdot 3^{3}\cdots (n-1)^{n-1}.}

## Sviluppo di Taylor e altri valori particolari
Per {\displaystyle |z|<1} si ha il seguente sviluppo di Taylor
{\displaystyle \ln G(1+z)={\frac {1}{2}}\left(\ln(2\pi )-1\right)-(1-\gamma ){\frac {z^{2}}{2}}+\sum _{n=3}^{\infty }(-1)^{n-1}\zeta (n-1){\frac {z^{n}}{n}}} ,
dove {\displaystyle \zeta (s)} denota la funzione zeta di Riemann.
Per la {\displaystyle G(x)} si trovano i seguenti valori particolari:
{\displaystyle G(1/4)=A^{-9/8}\left(\Gamma (1/4)\right)^{-3/4}e^{3/32-K/(4\pi )};}
{\displaystyle G(3/4)=A^{-9/8}\left(\Gamma (3/4)\right)^{-1/4}e^{3/32+K/(4\pi )};}
{\displaystyle G(1/2)\,=\,A^{-3/2}\pi ^{-1/4}e^{1/8}2^{1/24};}
{\displaystyle G(3/2)\,=\,A^{-3/2}\pi ^{1/4}e^{1/8}2^{1/24};}
{\displaystyle G(5/2)\,=\,A^{-3/2}\pi ^{3/4}e^{1/8}2^{-23/24};}
qui {\displaystyle K} denota la costante di Catalan, {\displaystyle A} la costante di Glaisher-Kinkelin per la quale 
{\displaystyle A:=e^{1/12-\zeta '(-1)}\approx 1,2824262...}